# Chionaema cruentata
Chionaema cruentata là một loài bướm đêm thuộc phân họ Arctiinae, họ Erebidae.